# Sagres I
Pour les articles homonymes, voir Sagres.
Le Sagres ou Sagres I est une corvette à voile et à vapeur construite en 1858 à Limehouse en Angleterre pour la marine portugaise. Elle est mise au rebut après 1898.

## Caractéristiques
Le navire mesure 79 m de long pour 9,9 m de large, avec un tirant d'eau de 4,47 m et un déplacement de 1 382 t. Il est équipé d'un moteur de 300 chevaux et de voiles manœuvrées par un équipage de 137 hommes. Sa vitesse maximale est de 12,6 nœuds.